# Adalbert Hengst
Pour les articles homonymes, voir Hengst (homonymie).
Adalbert Hengst, né le 18 décembre 1905 à Essen et mort le 17 août 1989 à Berlin, est un communiste allemand puis haut fonctionnaire est-allemand. En tant que secrétaire du comité central du SED, il fut l'un des membres les plus haut placés du parti. Pour avoir négocié avec les insurgés de juin 1953, il est évincé du SED.

## Biographie
Il est le fils d'un technicien de la métropole de la Ruhr à Essen. Il est jardinier puis maçon et dessinateur graphique. En 1924, il rejoint le KJVD et en 1928 devient membre du Parti communiste d'Allemagne. À partir de 1930, il travaille pour le KPD au département d'agit-prop du KPD dans la région de la Ruhr. Aux élections du Reichstag en 1932 et en mars 1933, il se présente pour le KPD à Düsseldorf-Ouest.
Après l'arrivée au pouvoir des nazis, il est arrêté par la Gestapo en avril 1933, puis en septembre de la même année et condamné peu de temps après par le tribunal régional supérieur de Hamm. Il est emprisonné à Osnabrück, plus tard jusqu'en 1935 dans le camp du Pays de l'Ems. Après sa libération, il continue à travailler illégalement pour le KPD. Arrêté à nouveau en septembre 1939, il est envoyé au camp de concentration de Sachsenhausen. En 1942, il est enrôlé dans la Wehrmacht où il sert jusqu'en mai 1945. Il est brièvement détenu par les Soviétiques, puis après sa libération, devient instructeur dans les camps Antifa.
Entre 1945 et 1950, il travaille dans différents districts du parti. En 1950, il suit des cours au collège du parti Karl Marx puis en 1951 est employé dans l'appareil administratif du Comité central du SED à Berlin. Il est d'abord adjoint au département de la planification et des finances du Comité central, succédant à Ernst Scholz, et assistant personnel de Willi Stoph. En septembre 1952, le Politburo le nomme secrétaire au Comité central.
Lors de l'insurrection du 17 juin 1953, Hengst et le ministre Bernd Weinberger (de) se rendent au chantier naval de Rostock Warnow et, en tant que représentants officiels du SED, entament des négociations avec les grévistes. Ils envisagent de faire des concessions sur les revendications économiques, qui comprennent par exemple le retrait des normes de production ou l'amélioration de l'approvisionnement alimentaire. Des revendications politiques, telles que la destitution du gouvernement et des élections libres en vue de réunifier l'Allemagne, la levée immédiate de l'état d'urgence, un traité de paix avec l'Allemagne de l'ouest et le retrait des troupes soviétiques font partie des demandes que les deux fonctionnaires projettent de soumettre au comité central du parti à Berlin afin d'éviter une escalade du conflit. Mais cette option n'est nullement retenue par la direction du SED qui, par résolution du Politburo du 14 juillet 1953, démet les deux fonctionnaires de toutes leurs fonctions pour cause de « capitulation ». Contrairement à d'autres pays socialistes, où des peines de prison voire des condamnations à mort suivent de telles mises à l'écart, Hengst se voit confier un poste à la Chambre du commerce extérieur. En 1955, il est réintégré au parti pour bonne conduite. Il reçoit la médaille nouvellement créée pour les combattants contre le fascisme de 1933 à 1945, signe d'une réhabilitation. Après la construction du mur de Berlin le 13 août 1961 cependant, il est à nouveau sanctionné et renvoyé au journal FDGB Tribüne. Après sa retraite, il reste actif au groupe de travail des résistants du camp de Sachsenhausen à la direction centrale du comité des résistants antifascistes.
Il meurt en août 1989, juste avant l'effondrement de la RDA.

## Distinctions
- 1958 : Médaille des combattants contre le fascisme
- 1978 : Ordre du Mérite patriotique, en bronze
- 1986 : Ordre du mérite patriotique, en argent

## Sources
- Helmut Müller-Enbergs, Andreas Herbst, « Hengst, Adalbert » in Wer war wer in der DDR?, 5e éd., Ch. Links, Berlin, 2010  (ISBN 978-3-86153-561-4)
- Andreas Herbst, Gerd-Rüdiger Stephan, Jürgen Winkler, Die SED Geschichte-Organisation-Politik Ein Handbuch 1re éd., Dietz, Berlin, 1997  (ISBN 3-320-01951-1), p. 1035.